# Fletschhorn
Das Fletschhorn ist ein vergletscherter Gipfel der Walliser Alpen in der Schweiz zwischen dem Saastal und dem Simplonpass. Es liegt im Alpenhauptkamm und erreicht eine Höhe von 3985 m ü. M. Die Erstersteigung gelang am 28. August 1854 Pfarrer Michael Amherdt aus Simpeln, heute Simplon, mit den Bergführern Johannes Zumkemmi und Friedrich Clausen. Das Fletschhorn ist nach den Viertausendern Lagginhorn (4010 m ü. M.) und Weissmies (4013 m ü. M.) der dritthöchste Gipfel der Weissmiesgruppe. Mit diesen beiden nicht weit entfernten Viertausendern bildet es ein bekanntes Dreigestirn, insbesondere von der gegenüberliegenden Mischabelgruppe aus gesehen.
Anfang des 20. Jahrhunderts, als dem Fletschhorn noch eine Höhe von 4001 m ü. M. attestiert wurde, war die Bedeutung des Gipfels grösser: Der nördliche Teil der heutigen Weissmiesgruppe, einschliesslich des Weissmies selbst, wurde als Fletschhorngruppe bezeichnet. Das Lagginhorn hiess damals auch Süd-Fletschhorn, das heutige, nördliche Fletschhorn wurde auch Rossbodenhorn genannt.

## Lage und Umgebung
Das Fletschhorn ist der nördlichste der höchsten Gipfel der Weissmiesgruppe, es liegt nur wenig mehr als einen Kilometer nördlich des Lagginhorns, von dem es durch das Fletschjoch (3685 m ü. M.) getrennt ist.

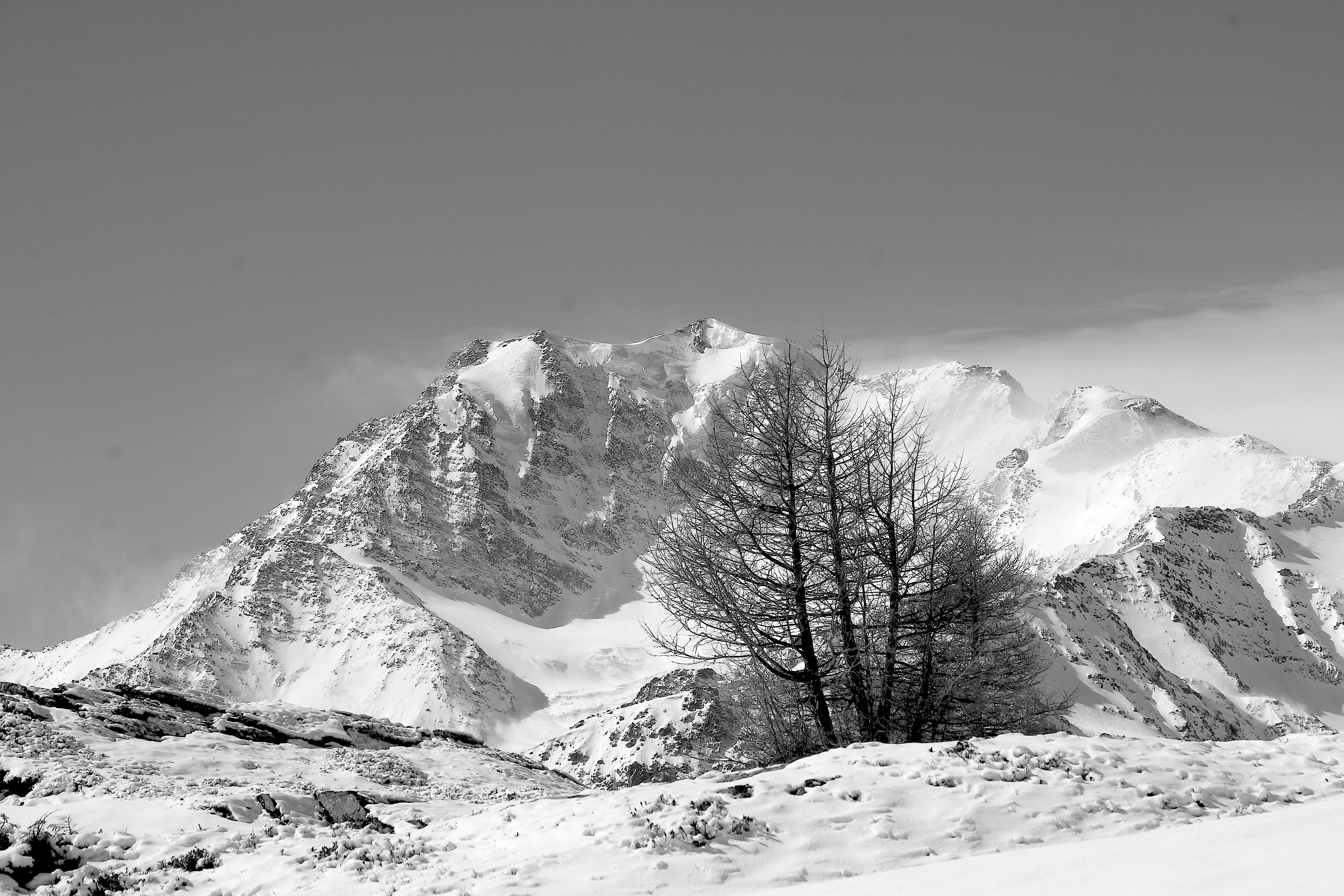
Das Fletschhorn vom Simplonpass aus gesehen

Der Gipfel entsendet zahlreiche Grate. Die vergletscherte obere Westflanke wird vom überfirnten Nordwestgrat und dem felsigen Südwestgrat begrenzt. Im weiteren Verlauf des Nordwestgrats liegt die Senggchuppa (3607 m ü. M.), knapp 1½ km vom Fletschhorn entfernt. Etwa einen halben Kilometer östlich des Hauptgipfels befindet sich der Ostgipfel (3928 m ü. M.), durch den Schneesattel (3896 m ü. M.) vom Hauptgipfel getrennt. Vom Ostgipfel gehen drei weitere Grate aus: Der Nordostgrat, auch Breitloibgrat genannt, der eigentliche Ostgrat alias Sibilufluegrat und der Südostgrat, der auch Hosaasgrat genannt wird.
Im Bereich des Fletschhorns befinden sich zahlreiche kleinere Gletscher. Die grössten sind dabei der Rossboden- und der Grubengletscher, die beide eine Fläche von etwa 2,5 km² bedecken. Letzterer, auch Grüebugletscher genannt, befindet sich westlich des Gipfels. Im Bereich unterhalb seiner Gletscherzunge, in der sich auch ein grosser Blockgletscher und viel lockeres Moränenmaterial befindet, sammelt sich Wasser in verschiedenen
Gletscher- und Thermokarstseen an. Diese stellen eine Gefährdung für Saas Balen dar, das sich auf dem Schuttkegel des Fällbachs befindet, über den der Gletscher entwässert. Verschiedene historische Hochwasser und Murgänge wurden dadurch verursacht.
Nördlich des Fletschhorns, eingebettet zwischen Südwestgrat und Breitloibgrat, liegt der Rossbodegletscher. Dieser erstreckt sich bis in den Gipfelbereich des Fletschhorns. Dort ereignete sich am  Morgen des 19. März 1901 die grösste bekannte kombinierte Fels-/Schnee-/Eislawine der Alpen, sie nahm vom Nordwestgrat in einer Höhe von 3788 ihren Ausgang. Das Ausbruchsvolumen betrug 2,5 bis 3 Millionen Kubikmeter und die Ablagerungen bedeckten eine Fläche von rund 70 ha. Die Lawine überwand eine Höhendifferenz von 2300 m und hatte eine sieben Kilometer lange Auslaufstrecke.
Östlich befinden sich Bodmergletscher zwischen Breitloibgrat und Sibilufluegrat, der Sibilufluegletscher zwischen Sibilufluegrat und Hosaasgrat und der Holutriftgletscher südlich des Hosaasgrat. Südlich des Gipfels befindet sich der Fletschhorngletscher, dessen Ursprung im Bereich des Ostgipfels liegt.
Auf dem Fletschhorn steht seit 2014 ein Gipfelkreuz.

## Besteigungsgeschichte

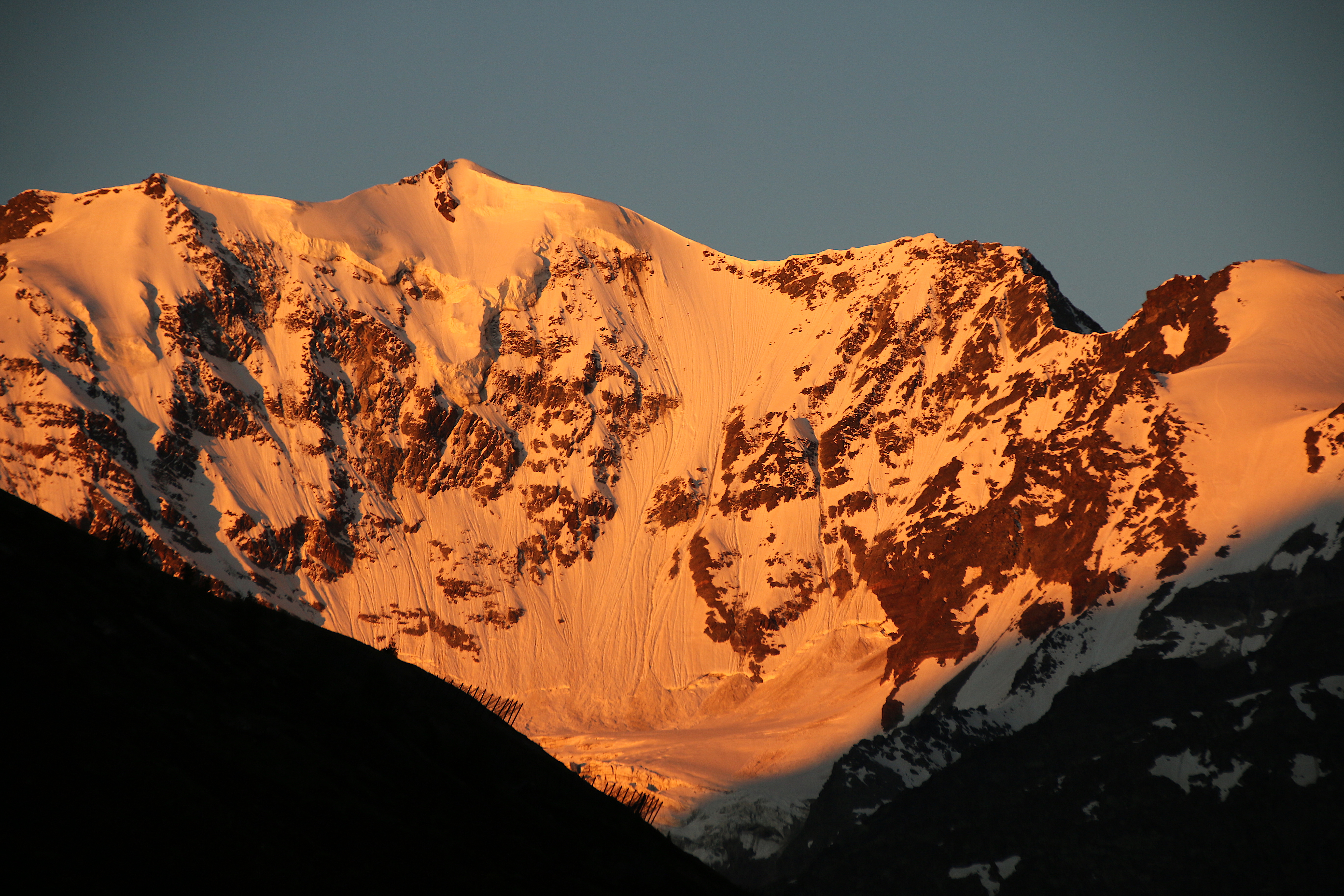
Fletschhorn bei Morgenstimmung (2018)

Am 28. August 1854 erreichten Pfarrer Michael Amherdt aus Simplon unter der Führung von Johannes Zumkemmi und Friedrich Clausen als Erste den Gipfel des Fletschhorns, das damals meist Rossbodenhorn genannt wurde. Sie gelangten dorthin über den Rossbodengletscher und den Nordostgrat, mehr ist über diese Erstbesteigung nicht bekannt.
Bekannt ist ausserdem eine Besteigung durch einen eidgenössischen Zolleinnehmer mit Namen Vergerer am 5. September 1868. Weiterhin wird im Jahrbuch des Schweizer Alpen-Clubs von 1888 und im Alpine Journal von 1887 eine Bergfahrt beschrieben, die die englischen Touristen Topham und Rendall zusammen mit dem Bergführer Aloys Supersaxo am 16. Juli 1887 unternahmen. Sie erreichten das Horn von Saas aus über den Südwestgrat. Die erste Überschreitung des Rossbodenhorns über das Fletschjoch hinüber zum Lagginhorn, damals meist Laquinhorn genannt, führten der englische Theologe William Augustus Brevoort Coolidge und die Bergführer Christian und Ulrich Almer am 27. Juli 1887 aus.
Die Fletschhorn-Nordwand wurde am 25. Juli 1928 erstmals durchstiegen. Émile-Robert Blanchet und seine Führer Oskar Supersaxo und Kaspar Mooser benötigten für die Begehung der Wand 5½ Stunden, für den Zustieg von Simplon allerdings weitere 6 Stunden. Die zweite Begehung der Nordwand erfolgte erst am 21. Juli 1948 durch Hans Oertli unter Führung von Alexander Taugwalder, Ausgangspunkt war ebenfalls Simplon. Mit der dritten Begehung der Nordwand am 17. Juli 1960 eröffnete Erich Vanis mit seinen Wiener Kameraden Egbert Eidher, Günther Godai, Karl Mach, Pasul Pernitsch, Heinz Regele und Wilfried Wehrle die sogenannte „Wiener Route“, die durch die rechte Wandseite führt.

## Das Fletschhorn und die 4000-Meter-Marke
Karl Blodig, der 1911 als Erster das Ziel erreichte, alle Viertausender der Alpen zu besteigen, hatte hierzu im Jahr 1900 auch das Fletschhorn bestiegen. Nach damaliger Sichtweise gehörte das Fletschhorn dazu. Hatten die Landesvermesser zu Beginn des 20. Jahrhunderts noch eine Höhe von 4001 m ermittelt, wurde es ab den 1950er-Jahren auf fast allen Karten nur noch mit 3993 m verzeichnet. Erosion, abschmelzende Eiskuppen und nicht zuletzt genauere Messmethoden waren wohl für diesen Höhenverlust verantwortlich.
Im Februar 1988 legte die Gemeinde Saas Grund ein Baugesuch bei der Baukommission des Kantons Wallis vor, um die „ursprüngliche Höhe des Berges wieder herzustellen“. Der damalige Gemeindepräsident hatte die Dorfpolitiker von seinem Vorhaben überzeugt, das in der Nähe des Berggipfels herumliegende Felsmaterial am höchsten Punkt in Form einer Trockenmauer aufzuschichten, so dass das Fletschhorn wieder auf die in früheren Karten eingetragene Höhe käme. Das Projekt gelangte wohl aufgrund seiner Eigenartigkeit in die internationale Presse, beispielsweise wurde das Thema von der Chicago Tribune und der sowjetischen Iswestija aufgriffen. Die Resonanz war gewaltig, wenige waren von der Idee begeistert, die meisten lehnten sie ab, einige auch aus religiösen Gründen. Der Gemeindepräsident verteidigte sein Vorhaben, hob auch die umweltschonende Ausführung hervor. Am 22. Oktober 1990 wurde das Projekt vom Baudepartement des Kantons Wallis schliesslich abgelehnt.
Lange Jahre war das Fletschhorn nun mit einer Höhe von 3993 m ü. M. verzeichnet. Neuere fotometrische Messungen ergaben nur noch 3982 m ü. M. für die Gipfelkalotte am Schnittpunkt von Südwest- und Nordostgrat. Nun stellt der trigonometrische Fixpunkt im Südwestgrat mit 3985 m ü. M. offensichtlich den höchsten Punkt dar.

## Routen

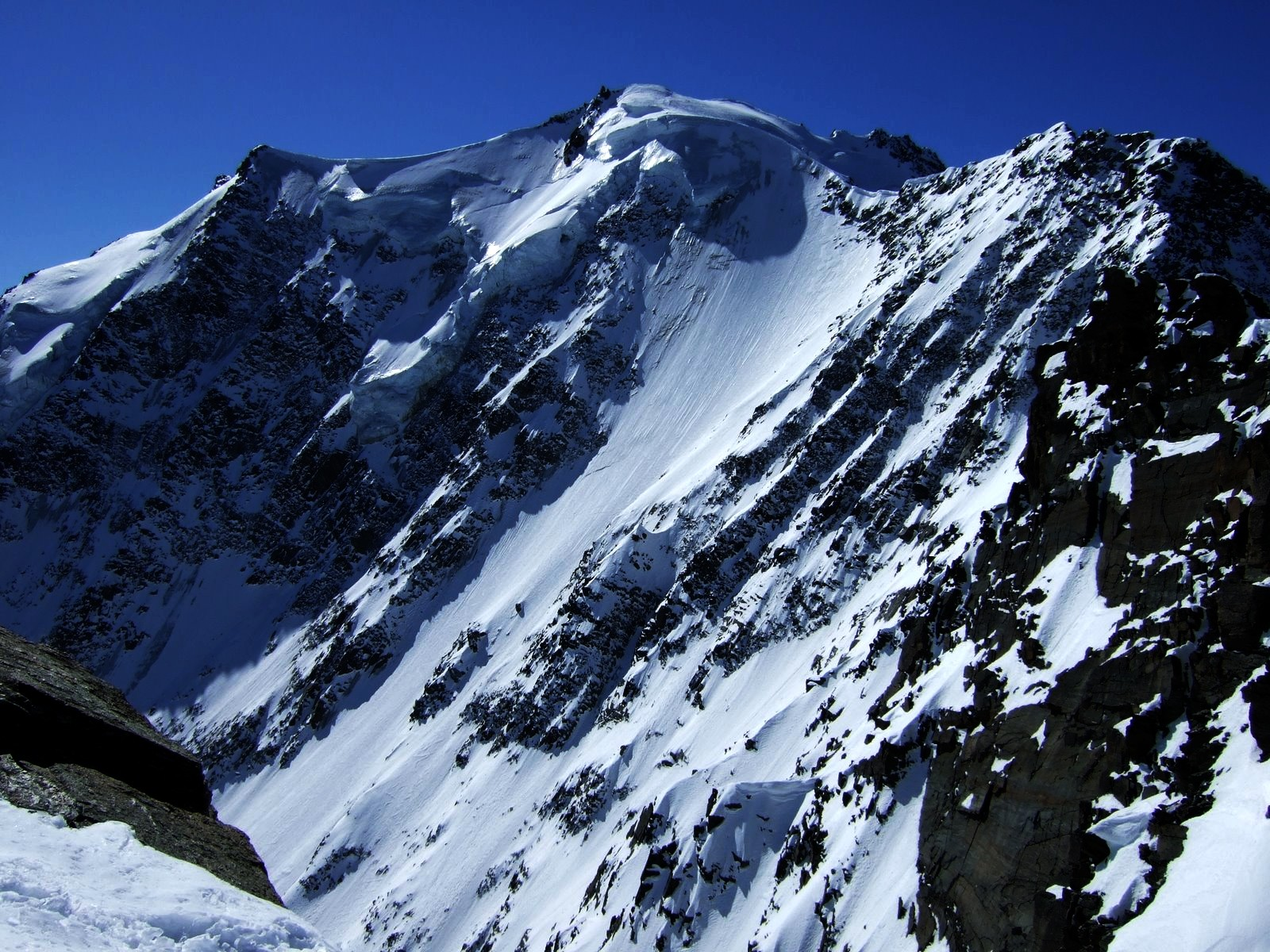
Fletschhorn von Norden

Der Normalweg ist die mit Abstand am meisten begangene Route auf den Gipfel und führt von der Weissmieshütte (2726 m ü. M.) über die obere Westflanke und den obersten Teil des Nordwestgrats auf den Gipfel. Dabei wird der obere Teil des Grubengletscher gequert. Die Schwierigkeit wird mit WS angegeben. Nicht selten wird die Besteigung des Fletschhorns mit der des Lagginhorns kombiniert, wobei das Fletschhorn überschritten wird. Es wird dabei zunächst über den Normalweg erreicht und anschliessend zum Fletschjoch abgestiegen.
Weit seltener begangen werden die Anstiegsvarianten von Osten. Eine davon stellt der Nordostgrat (Breitloibgrat) dar. Eine weit schwierigere, aber recht beliebte Tour führt durch die Nordwand, die sogenannte „Wiener Route“. Diese hat etwa 600 Meter Wandhöhe, ist 50° steil, kurz vor dem Ausstieg zum obersten Teil des Nordwestgrat stellenweise noch etwas steiler. Bis zum Erreichen des Grats ist es eine reine Eisroute. Als Schwierigkeit wird S  angegeben. Ausgangspunkt hierfür ist meist das nordöstlich der Senggchuppa auf dem Grat zwischen Rossboden- und Griessernugletscher liegende Biwakschachtel Piero de Zen (auch Fletschhorn-Biwak, 3014 m ü. M.). Über die Nordwand wird auch mit Ski abgefahren, eine einfachere Skiabfahrt führt über den Grubengletscher nach Saas Baalen.